# Église de Jésus-Rédempteur de Vilnius
L'Église de Jésus Rédempteur (en lituanien : Švč. Jėzaus Atpirkėjo bažnyčia) est une église catholique romaine de l'ancien district d'Antakalnis à Vilnius, en Lituanie. Elle a été fondée par le grand hetman lituanien et voïvode de Vilnius Jan Kazimierz Sapieha le Jeune et les Trinitaires en 1694,,. Son architecte est Pietro Perti, également l'auteur de l'église voisine de Saint-Pierre-et-Saint-Paul. L'église, le monastère des Trinitaires et le palais Sapieha avec son parc formaient un magnifique ensemble baroque.

## Galerie

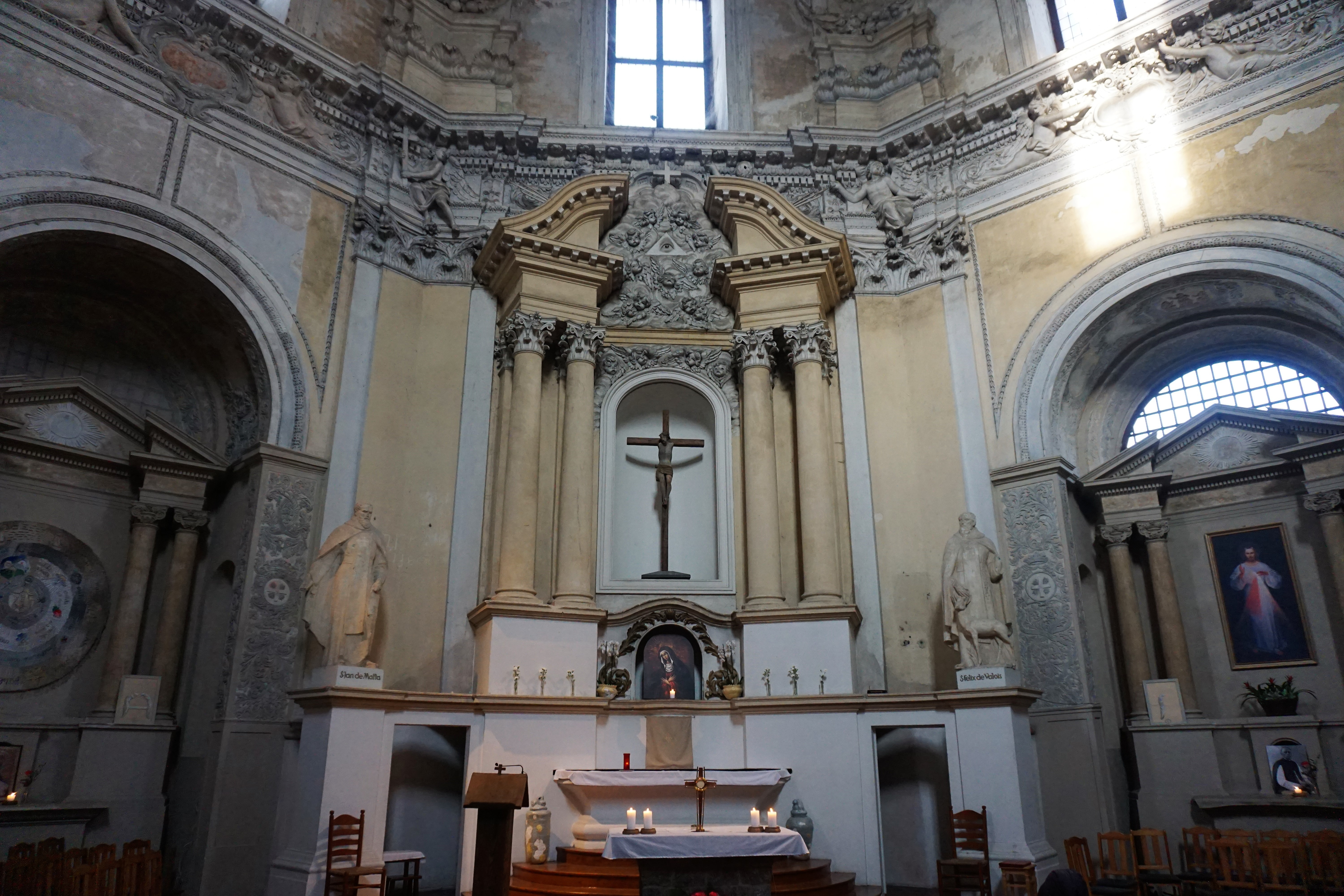
Autel principal
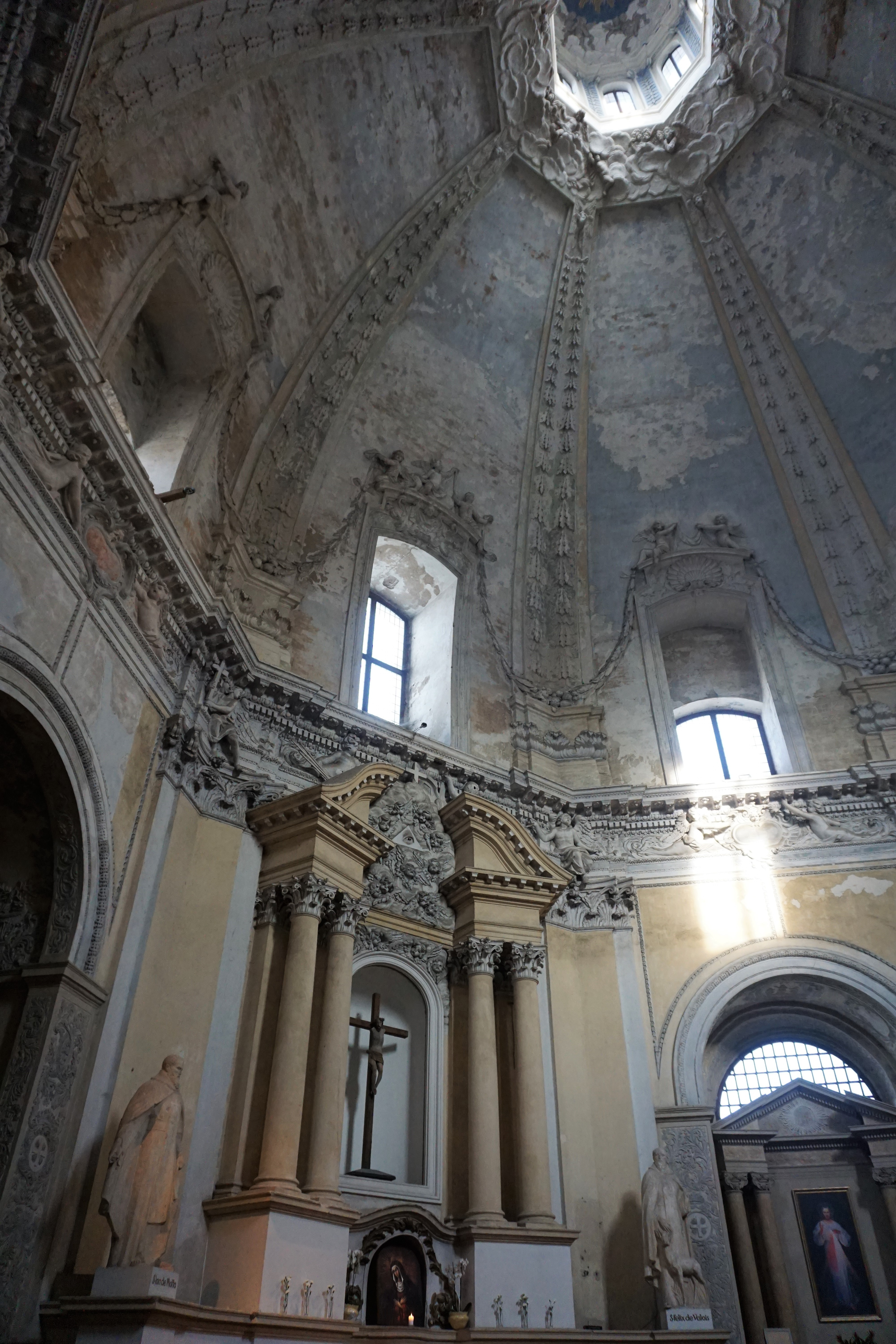
Autel principal et coupole
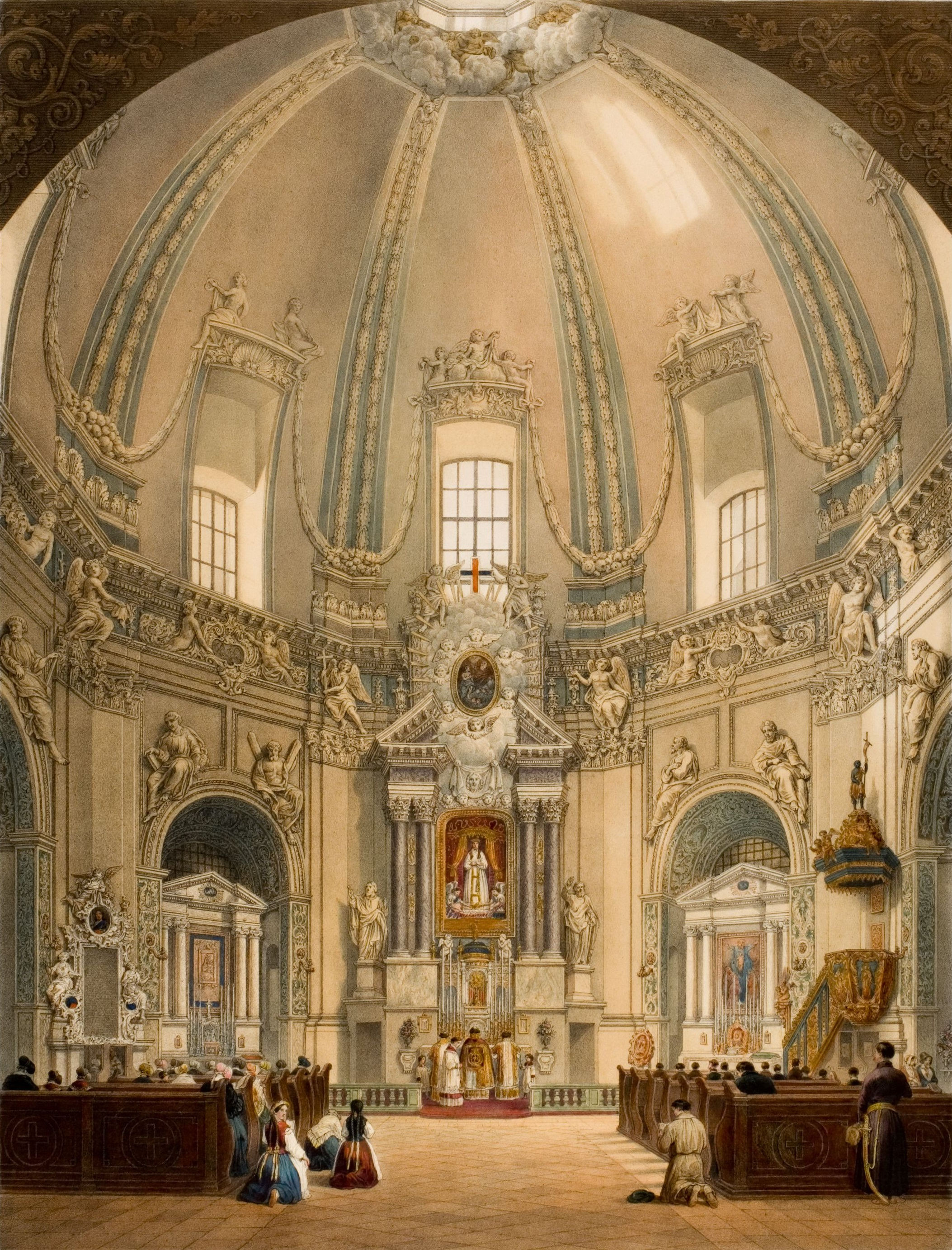
Intérieur en 1846
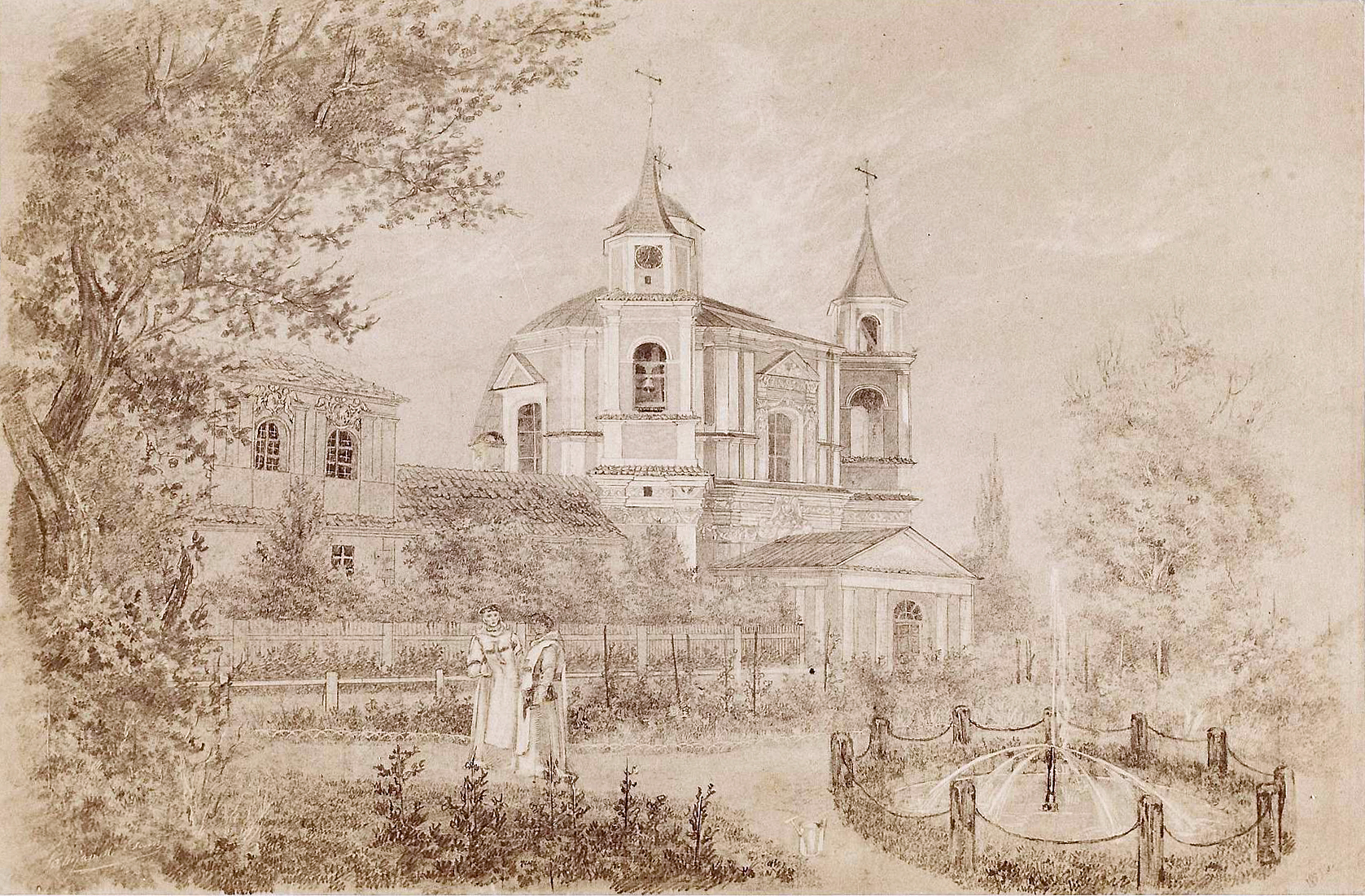
L'extérieur de l'église et le fragment du parc du palais Sapieha en 1851
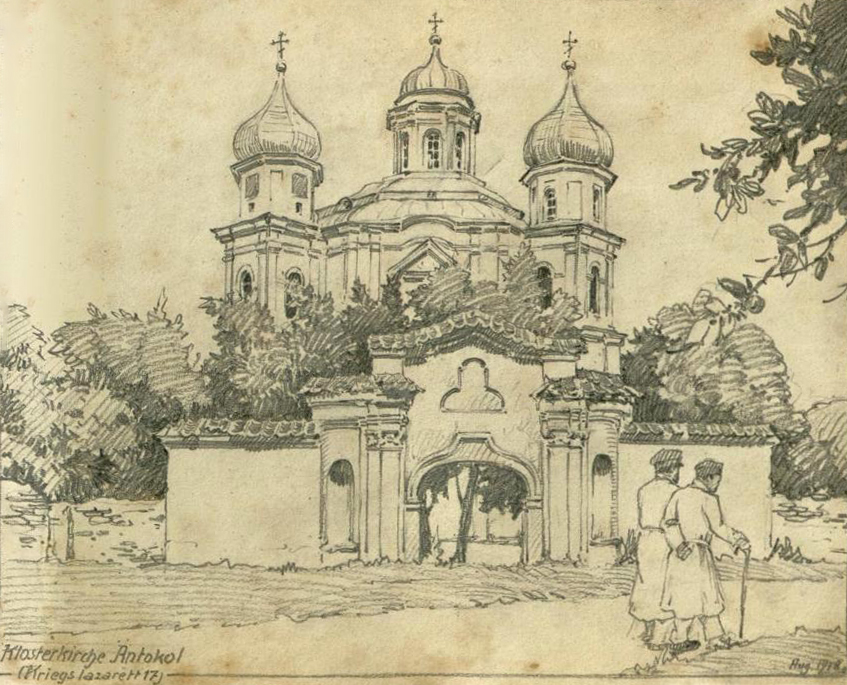
L'Église catholique a été convertie en Église orthodoxe après le soulèvement de janvier